# Páramo de Costa Rica

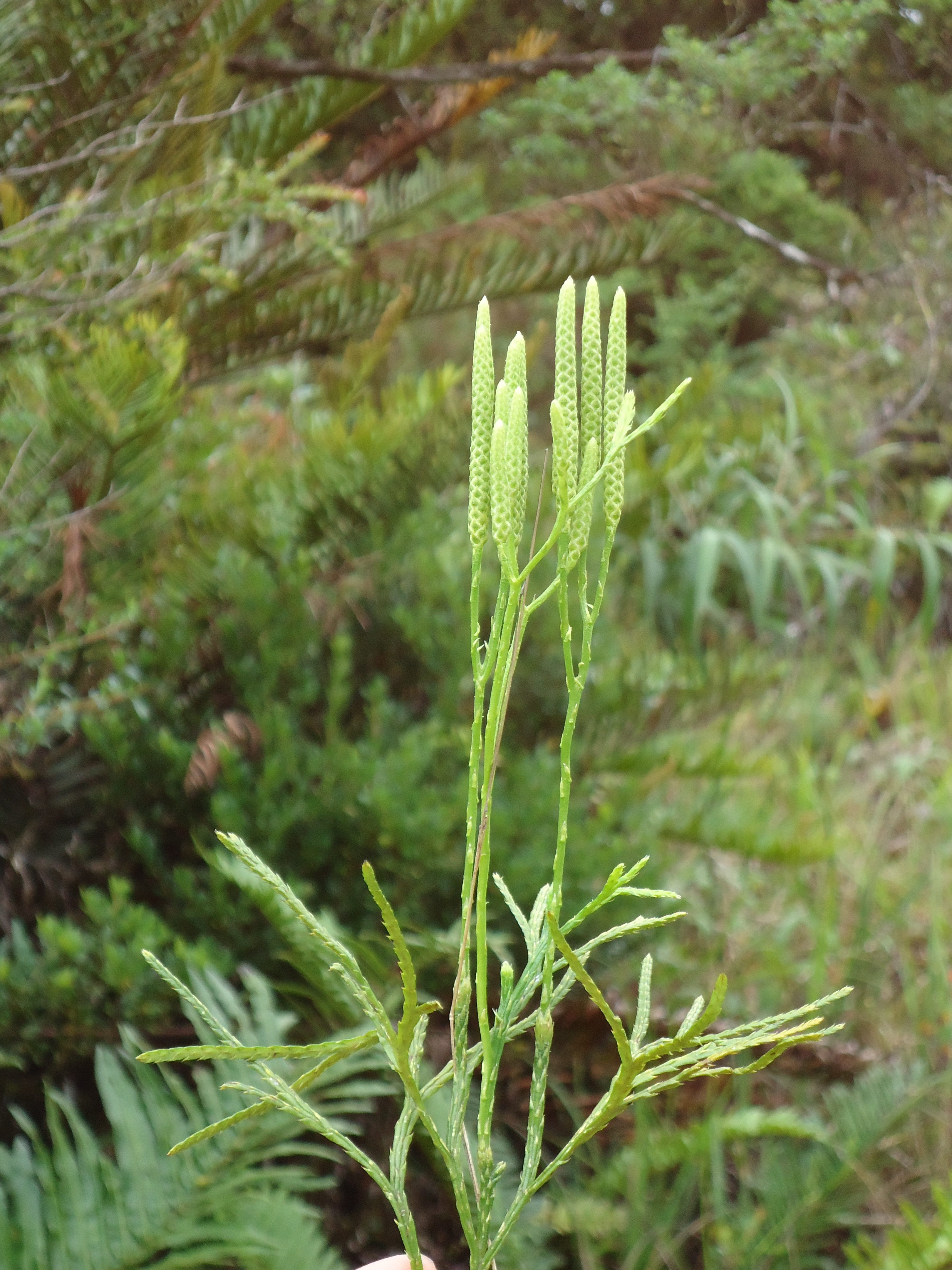
Briófita de páramo

 Se ubica en los puntos más altos de la Cordillera de Talamanca y de la Cordillera Volcánica Central, en altitudes superiores a los 3000 m.s.m.n (Metros sobre el nivel del mar). Sus parajes son fríos, húmedos, agrestes y muy ventosos. La vegetación es de poca altura (musgos, pastos y arbustos de diversos tipos) y no hay árboles. La fauna está adaptada a las condiciones de baja temperatura; Por ejemplo,pumas,conejos y salamandras.

## Características Generales
El clima frío de estos ecosistemas los caracteriza, son ecosistemas que presentan un clima húmedo y se pueden distinguir cambios drásticos en el tiempo con una oscilación diaria de la temperatura que transcurre desde bajo 0º a mayores de 30º por lo que se puede decir que se encuentra verano de día e invierno cada noche. Debido a que la humedad se desarrolla de forma continua por las lluvias, nubes, neblina, son muy húmedos durante casi todos los meses del año.
Recibe aproximadamente una humedad relativa del 70 – 85% la cual se basa de un rango promedio absoluto de 25 – 100%; de igual manera con las lluvias ya que el rango absoluto se encuentra desde 500 – hasta cerca de 3.000mm por año y recibe 2.000mm de lluvia por año.
Las condiciones climáticas difíciles que presenta este ecosistema hacen que la diversidad biológica de flora y fauna presentes en los páramos sea relativamente reducidas pero a su vez presentan un alto grado de endemismo.

## Características del páramo en Costa Rica
El páramo en Costa Rica posee el 79 % de las plantas con flores registradas en los páramos de América, por ende, es muy rico a pesar de su pequeño tamaño, por lo cual es una característica ya que en él se encuentra diferentes asociaciones vegetales.
A este páramo se le conoce como páramo ístmico o páramo centroamericano y es compartido con  Panamá, posee especies que presentan una distribución proveniente de Norteamérica y Sur América. Asimismo, los suelos tienen una formación por cenizas volcánicas, con bajo suministro de hierro, aluminio o gases.
El Páramo se divide en tres pisos altitudinales:
- Subpáramo arbustivo transicional: constituye el páramo bajo de 2-3 a 7-10 m de alto, su vegetación es reducida sinusia leñosa achaparrada normalmente enana, es la más diversa y una zona transicional dominada por arbustos.

- Páramo de vegetación básicamente de Gramíneas o poáceas , vegetación generalmente continuas, con una proporción de tallo muerto que le dan a los pastizales una coloración amarillenta-grisácea. El páramo de gramíneas es la zona más amplia.

- Superpáramo abarca un páramo desértico y comprende un tipo de vegetación arbustal, bofedal, chuscal, estepa, graminal, jacal, entre otras, donde la vegetación tiene las adaptaciones pertinentes para soportar el frío extremo.

Las precipitaciones promedio anuales que presenta el Cerro Buena Vista son generalmente de 2000 mm (de 500 a 3000 mm), la evapotranspiración resulta baja. La época lluviosa desde mayo hasta mediados de diciembre, el clima es frío, y las lluvias no son tan abundantes, como en otras regiones del país.
El mes más lluvioso para el páramo del Cerro de la Muerte es octubre (380mm de precipitación), y los de menor cantidad de lluvia son febrero y marzo. Las lluvias horarias tienen un máximo en la tarde y las primeras horas de la noche; en la frecuencia de días lluviosos, las precipitaciones son menores o iguales a los 0.1 mm y suceden de mayo a noviembre.
Las precipitaciones de tipo intensa en 24 h, la cantidad de lluvia es mayor a 100 mm, son muy esporádicas, circunscritas a los meses de mayo, junio, agosto, septiembre, octubre y noviembre.

La vegetación más característica del páramo se puede encontrar: 
- Plantas arrosetadas

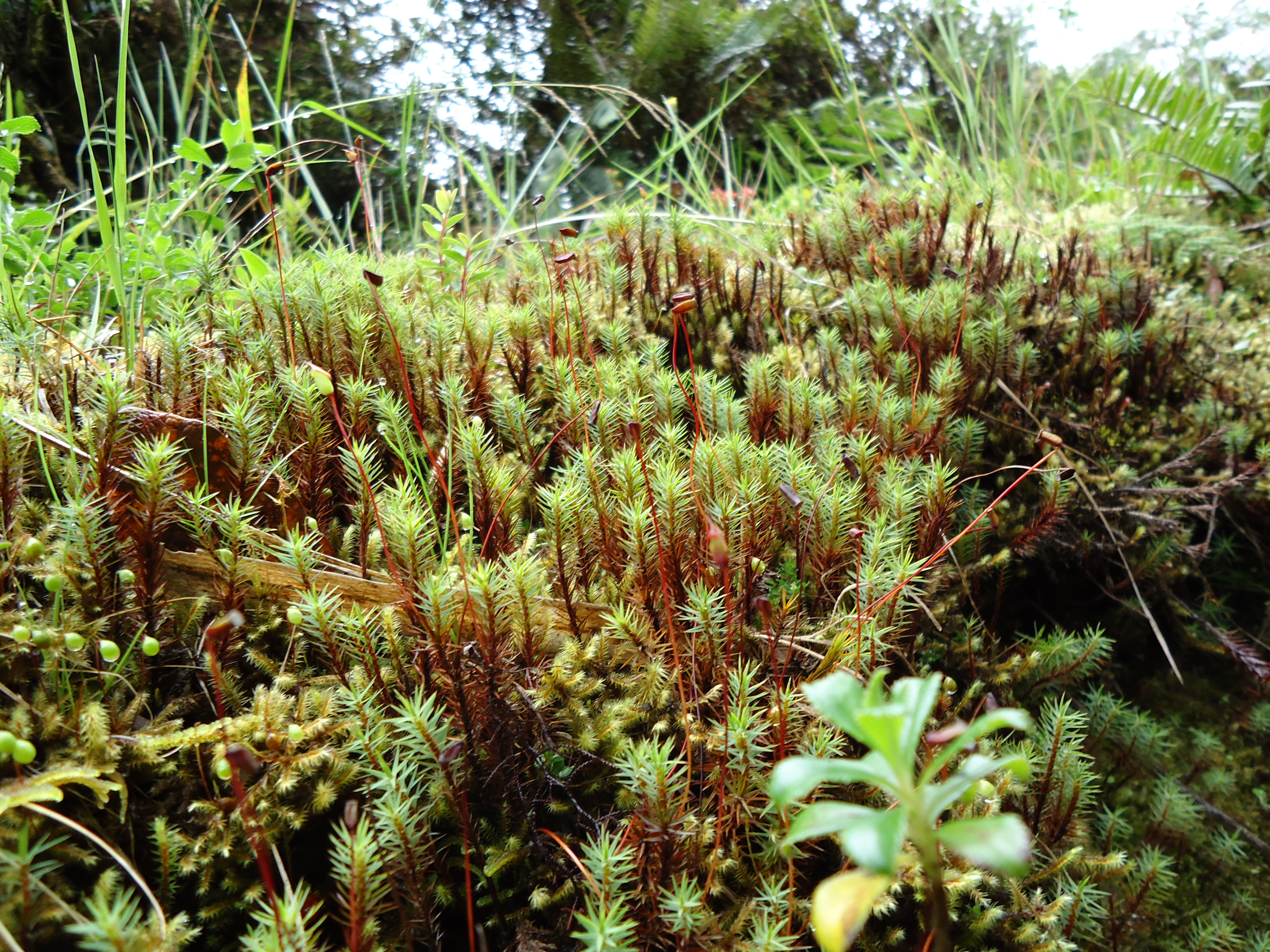
Vegetación de páramo

- Plantas en forma de almohadón (Azorella, Arenaria, Distichia)

- Plantas graminoides fasiculadas, cespitosas.

- Plantas arbóreas y arbustivas perennifolias, enanas y esparcidas.

- Plantas arbustivas enanas rastreras.

- Plantas geófitas con órganos subterráneos.

- Plantas no vasculares como las briófitas.

## Comparación del páramo de Costa Rica con otros páramos
Climáticamente tanto el páramo costarricense como el suramericano son bastantes húmedos y por lo tanto comparten un alto grado de plantas; los climas fríos y la aridez en el Pleistoceno favorecieron la formación de sabanas y matorrales espinosos, tanto el páramo costarricense como el páramo andino poseen una alta cantidad de endemismo, pero no sucede así con especies como las aves.
Podemos además explicar que este fenómeno puede suceder a diversos factores como posición geográfica, la topografía, la historia geológica y evolutiva del lugar y la latitud, son factores determinantes en la localización de especies como la Orthrosanthus chimboracensis donde la precipitación, la humedad y la temperatura media anual local, determinan los límites del páramo.
Por lo tanto para la vegetación han identificado adaptaciones estructurales y respuestas adaptativas momentáneas como resultado de la marcada inestabilidad y es por esto que las altas montañas tropicales comparten características climáticas que las hacen ambientes altamente específicos para y el mantenimiento del ecosistema que los habita, lo que tiene como consecuencia que se encuentren ecológicamente apartados tanto de las tierras bajas tropicales como de las montañas extratropicales.